# 河南城管毆打民警事件
河南城管毆打民警事件，是指2011年11月3日河南駐馬店遂平縣的城建監察大隊進行強拆時，與戶主發生爭執，並發生衝突。其後有人報警，民警趕至時，遭城管人員毆打，更被強行押上執法車。城管人員把該名民警押至縣公安局，並指民警干預城管執法及襲擊城管人員。縣公安局刑警隊後來趕到，把16名城管人員制服，並拘捕其中三人。

## 事件經過
2011年11月3日河南駐馬店遂平縣的城建監察大隊進行強拆時，與戶主產生爭執，並發生衝突。其後有人致電110報警。民警趕及，卻遭多名城管人員毆打，更被強行押上執法車。該名民警名為張卡。城管人員將張卡押至縣公安局，指其干預城管執法及襲擊城管人員，場面混亂。縣公安局刑警隊後來趕到，把16名城管人員制服，並拘捕其中三人。
仍在住院治療的張卡稱在執法車上時被城管叉頸，幾乎窒息。他更指若非現場有人錄影，對於被指動手打人就都有理說不清了。
遂平縣公安局政委劉雪嶺、縣住建局副局長馬學之後皆證實已拘留三名城管。